# Julien Jané
Pour l'homme politique espagnol, voir Jordi Jané.

a Compétitions nationales et continentales officielles uniquement.

b Matchs officiels uniquement.
Dernière mise à jour le 26 avril 2025.
Julien Jané, né le 12 septembre 1989, est un joueur français de rugby à XV et de rugby à sept évoluant au poste d'ailier.

## Carrière

### Formation
Julien Jané est issu du centre de formation de l'AS Béziers.

### En club
Julien Jané commence sa carrière professionnelle en Pro D2 avec son club formateur en 2008. En 2010, il rejoint le Racing Métro 92 et le Top 14 jusqu'en 2013, date à laquelle il est laissé libre par le club francilien, et il s'engage à plein tempos avec la sélection française à sept.
En juillet 2015, il s'engage dans le Pays basque avec l'Aviron bayonnais. Il dispute 60 matchs et marque 6 essais à la fois en Pro D2, en Top 14 et en Challenge européen.
En mars 2019, il s'engage avec le SU Agen pour la saison 2019-2020, plus une autre en option. En février 2020, il participe avec Agen au Supersevens 2020 en tant que capitaine de l'équipe.
Il prend sa retraite de joueur en 2021, et se reconvertit dans le domaine de la nutrition,.

### En équipe nationale
Julien Jané a été international français de rugby à sept. Entre 2011 et 2015, il a disputé 91 matches et marqué 130 points.
En 2013, il n'est pas conservé par le Racing Métro 92 et se retrouve libre. Il s'engage alors avec la fédération française de rugby et évolue exclusivement avec l'équipe de France à sept.

## Statistiques internationale
| Saison    | Statistiques | Statistiques | Statistiques | Classement final | Tournois disputés | Vainqueur du tournoi | 2e place | 3e place |
| Saison    | M            | Ess          | Pts          | Classement final | Tournois disputés | Vainqueur du tournoi | 2e place | 3e place |
| --------- | ------------ | ------------ | ------------ | ---------------- | ----------------- | -------------------- | -------- | -------- |
| 2011-2012 | 28           | 8            | 40           | 9e               | 7/9               | 0                    | 0        | 0        |
| 2013-2014 | 28           | 8            | 40           | 10e              | 7/9               | 0                    | 0        | 0        |
| 2014-2015 | 11           | 3            | 15           | 11e              | 2/9               | 0                    | 0        | 0        |
| Total     | 67           | 19           | 95           | -                | 16                | 0                    | 0        | 0        |

## Palmarès
- Vainqueur du Championnat de France de 2e division en 2019 avec l'Aviron bayonnais.